# Congrés Internationaux d‘Architecture Moderne
Congrès Internationaux d'Architecture Moderne (den internationale kongres for moderne arkitektur) forkortet CIAM var en avantgardistisk organisation, som med stor gennemslagskraft propaganderede for modernistisk byplanering og arkitektur. Idéerne, som spredtes gennem CIAM, fik meget stor indflydelse på bybyggeriet efter 2. verdenskrig, især i Europa, Sydamerika og Nordamerika.
Kongressen grundlagdes i juni 1928 på Chateau La Sarraz i Schweiz.
Organisationens talsmænd, vigtigste drivkræfter og mest fremstående personligheder var i begyndelsen arkitekterne Le Corbusier, Ernst May og Mart Stam samt kunsthistorikeren Sigfried Giedion. Blandt de øvrige grundlæggere var Karl Moser (CIAM:s første præsident), Victor Bourgeois, Pierre Chareau, Josef Frank, Gabriel Guevrekian, Hugo Häring, Pierre Jeanneret (Le Corbusiers fætter), André Lurçat, Hannes Meyer, Gerrit Rietveld, Alberto Sartoris og Hans Schmidt.
Blandt de svenske delegater på CIAM-kongresserne var Uno Åhrén og Sven Markelius, den sidstnævnte var tillige en tid medlem af organisationens ledelseskommité CIRPAC (Comité International pour la Résolution des Problèmes de l’Architecture Contemporaine). I 1952 afholdtes et CIAM-møde i Sigtuna (det regnes dog ikke som en fuldstændig kongres). I Norge virkede gruppen PAGON med blandt andet Sverre Fehn for CIAMs visioner i 1950-erne. I Danmark fik CIAM aldrig den samme betydning.
Fokus inden for CIAM lå på byplanering og sociale spørgsmål, eksempelvis var emnet for den anden kongres i Frankfurt am Main Die Wohnung für das Existenzminimun (Boligen for eksistensminimum). Ved kongressen i Bruxelles 1930 diskuteredes især hvilke hushøjder, som var bedst egnede for den moderne by.
Det mest kendte resultat af CIAM var et manifest, som kaldes Charte d’Athenes og hvis udkast blev skrevet i 1933 på en kongres, som gennemførtes på skibet SS Patris II fra Marseille til Pireus "i høj intellektuel søgang". Hovedtankerne bag det var oprindeligt formuleret af Le Corbusier og handlede om den funktionelle by (The Functional city), der ifølge Charte d’Athenes skulle være inddelt i zoner med hver deres funktioner: beboelse, rekreation, arbejde, transport (og historisk bebyggelse). Bolighusene skulle være høje, frit stående og placerede spredt i et åbent parklandskab.
En voksende uenighed blandt delegaterne under kongresserne efter 2. verdenskrig bevirkede efterhånden, at det gik i opløsning. En yngre generation af arkitekter var begyndt at kritisere de funktionalistiske bybygningsdoktriner og sætte spørgsmålstegn ved Charte d’Athenes. Ved mødet i Aix-en-Provence blev modsætningerne mellem den ældre og yngre generation skærpede. Opgaven at planlægge det følgende møde i Dubrovnik gik til en gruppe opponenter anførte af Alison og Peter Smithson fra Storbritannien, Jacob Bakema fra Nederlandene og George Candilis fra Frankrig. Gruppen kaldte sig Team X, efter som mødet skulle blive det tiende. Flertallet af de arkitekter, som havde været med til at grundlægge CIAM, havde da forladt organisationen, og det blev stadig mere åbenlyst, at den havde udspillet sin rolle. CIAM blev opløst efter kongressen, som blev holdt i 1959.

## Kongresser
- 1928: CIAM I - La Sarraz, Schweiz. Grundlæggelsen af CIAM.
- 1929: CIAM II - Frankfurt, Tyskland. Tema: The Minimum Dwelling
- 1930: CIAM III - Bruxelles, Belgien. Tema: Rational Land Development.
- 1933: CIAM IV - Athen, Grækenland. Tema: The Functional City
- 1937: CIAM V - Paris, Frankrig. Tema: Dwelling and Recovery
- 1947: CIAM VI - Bridgwater, Storbritannien. Tema: Reconstruction of the Cities
- 1949: CIAM VII - Bergamo, Italien. Tema: Art and Architecture
- 1951: CIAM VIII - Hoddesdon, Storbritannien. Tema: The Heart of the City
- 1953: CIAM IX - Aix-en-Provence, Frankrig. Tema: Habitat
- 1956: CIAM X - Dubrovnik, Jugoslavien. Tema: Habitat
- 1959: CIAM XI - Otterlo, Nederlandene. Organiseret opløsning af CIAM ved Team X (Team 10)